# ジェノサイド

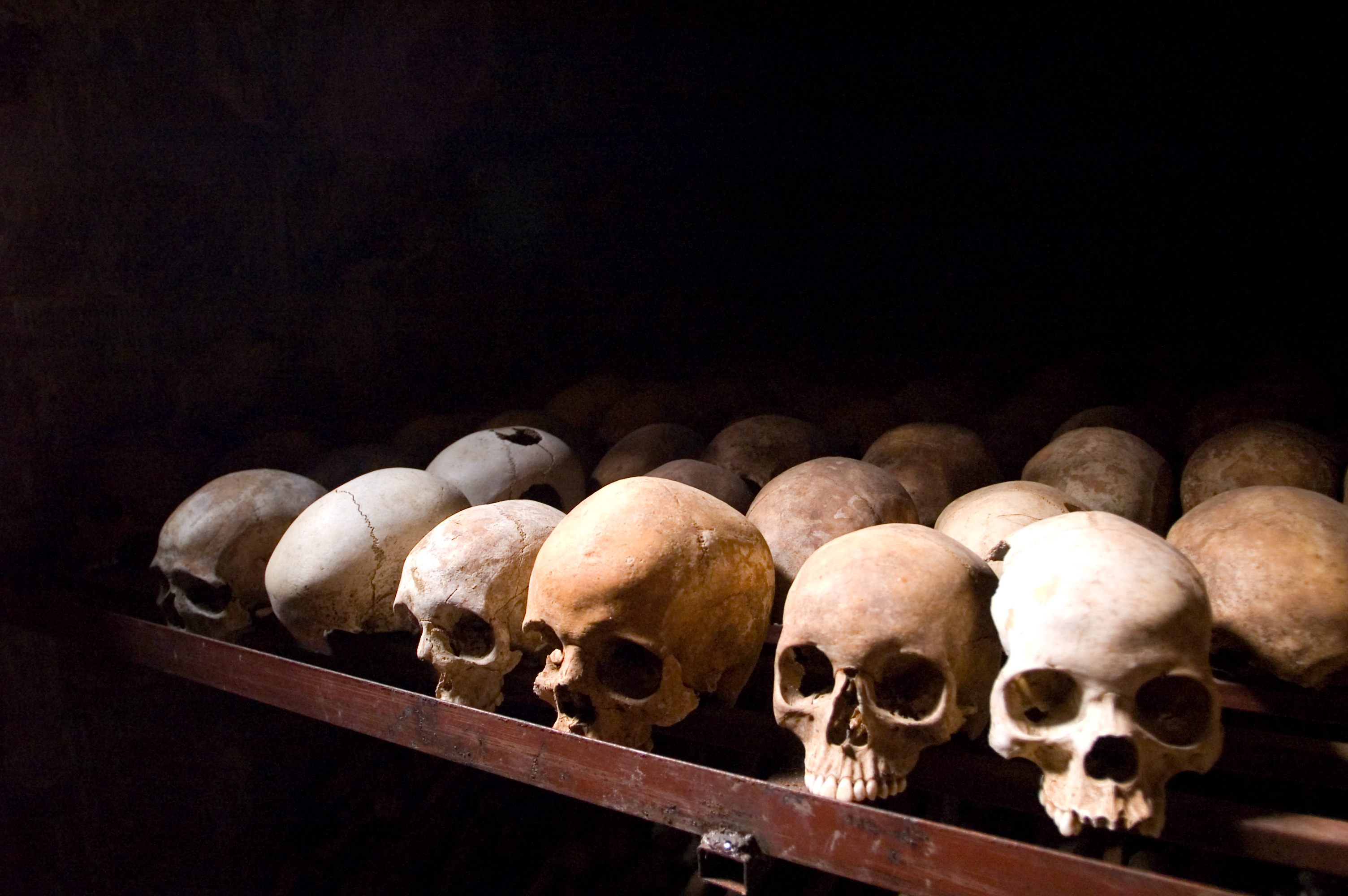
ルワンダ大虐殺の犠牲者のために作られたニャマタ虐殺記念館。

ジェノサイド（英: genocide）は、ギリシャ語の γένος（種族：英語の接頭辞でgenos）とラテン語 -caedes（殺害：英語の接尾辞でcide）の合成語であり、ユダヤ系ポーランド人の法律家ラファエル・レムキンによる造語である。政治共同体、人種、民族、または宗教集団の全部または一部を破壊する意図をもって行われる行為としてジェノサイド条約第2条では定義される。
日本語では集団殺害（しゅうだんさつがい）、集団殺戮（しゅうだんさつりく）、または大量虐殺（たいりょうぎゃくさつ）や、虐殺と訳される。
犯罪としてのジェノサイドは「集団殺害罪」と訳される。

## ジェノサイドの概念
ジェノサイドは、ユダヤ系ポーランド人の法律家ラファエル・レムキンにより『占領下のヨーロッパにおける枢軸国の統治』(1944年)の中で、政治共同体もしくは民族集団の消滅を目的とした、大量殺人だけではない複合的な計画を表すために用いられた造語である。
ジェノサイドの防止と処罰を規定したジェノサイド条約（正式名称：集団殺害罪の防止及び処罰に関する条約）第2条では、ジェノサイドとは、政治共同体または、人種的、民族的、宗教的集団を、全部または一部破壊する意図をもって行われた、集団の構成員の殺害、集団の構成員への肉体的または精神的な害を与える行為、肉体の破壊をもたらすために意図された生活条件を集団に課す行為、集団における出生防止措置、集団の児童を他の集団に強制的に移すこと、などのような行為を意味する。
日本語では「集団殺害」や「大量虐殺」と訳されることが多いが、条約の犯罪要素は「身体的ジェノサイド」と「生物学的ジェノサイド」を具体化したものであり、上記の通りジェノサイドには対象の肉体的殺害が伴わない場合も含まれる。また、定義には被害が大量（多数）であることも虐殺であることも含まれていない。

### ラファエル・レムキンによる発案
レムキンは、ドイツの大学で言語学を学習していた頃、アルメニア人虐殺の生存者でベルリンでタラート・パシャを暗殺したソゴモン・テフリリアンの裁判に関心を持ち、法学を学習し始め、1929年に学位を取得した。レムキンが集団的組織的殺害に関心を抱くようになったのは、トルコによるアルメニア人大量殺戮にあった。
1939年9月、ドイツ軍がポーランドに侵攻した。レムキンはこれを逃れ、その後スウェーデンを経て渡米しデューク大学に赴く。1944年に連合国側であったアメリカで、カーネギー国際平和財団から『Axis Rule in Occupied Europe（占領下のヨーロッパにおける枢軸国の統治）』を刊行し、同書のなかで、「国民的集団の絶滅を目指し、当該集団にとって必要不可欠な生活基盤の破壊を目的とする様々な行動を統括する計画」「一国民あるいは一民族集団の絶滅を目的とする迫害」を指す言葉として、「ジェノサイド」(genocide)という新しい言葉を造語した。レムキンにとって、Mass murder（集団殺人)という言葉では、犯罪加害者の背後に潜む動機が取り込まれていない点で不十分であったための造語であった。この時点で、殺害なしの文化の破壊（エスノサイド）も含まれた。
なお、レムキンが「ジェノサイド」という言葉を思いついたのは1941年8月、ウィンストン・チャーチル英首相のBBCラジオ放送演説における「我々は名前の無い犯罪に直面している」という言葉によるという。彼自身の家族や親族も49人がナチスによって殺害されたという。のちに、1945年のニュルンベルク裁判の検察側最終論告において主任検事ベンジャミン・フェレンツによって、「ジェノサイド」が初めて使用された。
国連総会は1946年12月11日の第1回国連総会決議で、「殺人（homicide)」は、個人としての人間の生きる権利の否定であるが、ジェノサイドは人間諸集団が存在する権利をまるごと否定することと定義した すなわち「人種的、宗教的、政治的その他の諸集団が、完全にあるいは部分的に滅ぼされた」ことを犯罪とすることを確認した。この決議について92か国が批准したが、アメリカは批准せず、ソ連と東欧も、保護されるべき集団に「政治的集団」を含めることに反対し、スターリン体制での虐殺や政治的犠牲者は含まれないこととなった。
なお、ホロコースト否定論者のジェームス・J・マーティンらは、レムキンがカーネギー国際平和財団から出版したことや、ルーズベルト大統領政権で外国経済行政の主席研究員をつとめており、敵国押収財産の配分と実務処理を担当していたことなどから、ユダヤ・ロビーとの関連性を主張している。

### ジェノサイド条約
1948年12月9日に国際連合で採択されたジェノサイド条約（集団殺害犯罪の防止及び処罰に関する条約、The Convention on the Prevention and Punishment of the Crime of GenocideまたはGenocide Convention）の第2条では、政治共同体的、人種的、民族的または宗教的集団を全部または一部破壊する意図をもって行われた、次のような行為のいずれをも意味すると説明されている（カッコ内は条約で明言されていない具体例についての通説）。
1. 集団の構成員を殺害すること。
2. 集団の構成員に対して重大な肉体的または精神的な害を引き起こすこと。
  - （拷問、強姦、薬物その他重大な身体や精神への侵害を含む）
3. 全部又は一部に肉体の破壊をもたらすために意図された生活条件を集団に対して故意に課すること。
  - （医療を含む生存手段や物資に対する簒奪・制限を含み、強制収容・移住・隔離などをその手段とした場合も含む）
4. 集団内における出生を防止することを意図する措置を課すること。
  - （結婚・出産・妊娠などの生殖の強制的な制限を含み、強制収容・移住・隔離などをその手段とした場合も含む）
5. 集団の児童を他の集団に強制的に移すこと。
  - （男児に新たな集団で一般的な名前・宗教に改名・改宗させた上で、労働力もしくは兵士として用いる。女児を動産として用いる。）

同条約第3条により、次の行為は集団殺害罪として処罰される。
1. 集団殺害（ジェノサイド）
2. 集団殺害を犯すための共同謀議
3. 集団殺害を犯すことの直接且つ公然の教唆
4. 集団殺害の未遂
5. 集団殺害の共犯

旧ユーゴスラビア国際刑事裁判所規程第4条2項並びに、国際刑事裁判所規程第6条には、ジェノサイド条約第2条と同様の規定があり、「集団殺害」について定義されている。

### 人道に対する罪との違い
1945年のニュルンベルク裁判でナチ指導者に対して問われた人道に対する罪は、「国家もしくは集団によって一般の国民に対してなされた謀殺、絶滅を目的とした大量殺人、奴隷化、追放その他の非人道的行為」と定義される。ただし、人道に対する罪とジェノサイドは、概念的には重なり合う部分が大きい。

### 1996年の「ジェノサイド条約の適用に関する事件」判決
国際司法裁判所は、1996年の「ジェノサイド条約の適用に関する事件」（ボスニア・ヘルツェゴビナ対ユーゴスラビア）（管轄権）判決において、ジェノサイド条約によって承認された権利と義務が、ジェノサイド条約という枠組みを超えて、対世的な（erga omnes）権利と義務であると認定した。

### 2006年の「コンゴ民主共和国領における武力行動事件」判決
国際司法裁判所は、2006年の「コンゴ民主共和国領における武力行動事件」（2002年新提訴、コンゴ民主共和国対ルワンダ）判決において、ジェノサイドの禁止がjus cogens(国際法上いかなる逸脱も許されない強行規範)の性質を有すると認定した。

### ジェノサイド概念の拡張・再定義
1948年に採択されたジェノサイド条約では、ジェノサイドを民族的、人種的、宗教的集団に限定した。しかも、この時点では、ジェノサイド条約は絶滅の意図のない偶発的虐殺や、戦争による殺戮も除外され、取り扱わないこととなり、さらに条約の適用は第二次世界大戦の敗戦国に限定された。また、国連の主要国は、自国の犯罪への適用を想定しておらず、国際法廷などの設置に自国の権限が侵害されることを懸念して反対した。このようにジェノサイド条約は、狭く限定されたために、アメリカによる原爆投下、日本による中国での化学兵器、細菌兵器の使用、市民への大規模爆撃にも適用されることはなかった。こうしたことから、ジェノサイド条約は象徴的意義しかもてず、現実に効果を生むことなく、2002年までに条約が認定された例はゼロであった。
しかし、1959年、オランダの法学者であるピーター・ドゥロスト（Pieter N.Drost）は、ジェノサイド条約が「政治的集団」を除外したことに異議をとなえ、ジェノサイドの定義を「個々の人間の肉体的生命を、何らかの人間の集合体の一員であるという理由により、意図的に破壊すること」と提案した。
社会学者アーヴィング・ホロヴィッツは「Genocide: State Power and Mass Murder」(1976)などで、ジェノサイドを、国家による民衆の構造的体系的破壊として定義した。また、全体主義社会はジェノサイド発生の必要条件であり、国民の文化が、国家のイデオロギーよりも重要な役割を演じると指摘した。
アルメニア人虐殺の研究者ヴァハクン・ダドリアンは、ジェノサイドを、少数者集団を強制的暴力により減少させるために、支配的集団が公的権威と、権力の全体的手段をもって行った試みと定義し、また、その少数者集団の最終的絶滅が望まれ、あるいは利益と考えられたと指摘する。
ジェノサイド研究者のヘレン・ファインは1984年に、「計算された殺人」として、戦争による殺戮もジェノサイドに含め、ジェノサイドを集団の構成員の大量または選択的殺人を通した集団全体の破壊と定義した。
レオ・クーパーは、ジェノサイドを三つに分類した。
- 1)民族的、人種的、宗教的差異を解決することを目指したジェノサイド
- 2)植民地化する帝国により征服された人々にテロを加えることを意図したジェノサイド
- 3)政治的イデオロギーを強制あるいは実行するために加害を加えられたジェノサイド

クーパーは、これにより、スターリン時代のソ連、インドネシア、カンボジアなどのマスキリングを射程に入れた。
さらにクーパーは、ジェノサイドを国内的戦争と国際的戦争によるものに二分し、アメリカによる原爆投下、中国のチベット侵略、インドネシアの東ティモール占領、アメリカのベトナム戦争を後者に含めた。
大量虐殺の研究者松村高夫は2002-2007年の研究で、ジェノサイドを、国家犯罪としてのマス・キリング(mass-killing、大量虐殺)と定義し、これに戦時下における無差別殺戮を含めるとした。マス・キリングには、大量虐殺を示すジェノサイド、ポグロム、エスノサイド、アトロシティーズ、医療による国家犯罪も含む。マス・キリングの本質は、国家権力による殺戮であるが、国家の指令でなくても、国家が扇動した民衆間の対立が、宗教的対立や民族的対立という形態をとることもある。松村によれば、近現代では、ナチス、スターリン、ポルポトのように、全体主義イデオロギーによるものが多い。マルクス主義者のなかには、社会主義国での虐殺を認めようとしない傾向があったが、社会主義国でもマスキリングが広範囲に実行されていることを踏まえ、松村は、資本主義国だけでなく、社会主義国、発展途上国でのマスキリングをも考察すべきであるという。松村と矢野は、国連のジェノサイド定義では不十分であるとし、大量虐殺（マスキリング）とは、「自国の政府・軍隊などの国家権力主導による、あるいはその執行機関による大量殺戮」でると定義し、政治集団や社会階級に対する虐殺も含めた。
ヴァレンティノは2004年の著書で、ジェノサイド条約の定義から外れた、政治集団や社会集団への大量虐殺（Mass Killing)を分析した。ヴァレンティノは大量虐殺の発生原因は、民族対立や差別感情でもなければ非民主的な政治体制でもなく、政治力や軍事力を掌握する指導者にあるとし、指導者が目的を達成するのに最も合理的かつ効果的な手段であると判断したときに大量虐殺は実行されると論じ、20世紀の大量虐殺を次の3類型に区別する。
- 共産化に伴う大量虐殺：ソ連、中国、カンボジア
- 民族の大量虐殺:トルコのアルメニア、ナチスドイツ、ルワンダ
- 対ゲリラ戦争下での大量虐殺:グアテマラ、アフガニスタン

なお、ヴァレンティノは、特定の民族の排除を意図した民族浄化と大量虐殺は同義語ではなく、民族浄化は目的であり大量虐殺はその手段に過ぎないと指摘した。
カリフォルニア大学のデヴィット・コーエンは、国際法概念のジェノサイドのもつ政治性を批判して、ジェノサイドは、西洋近代的な意味での技術や近代的手法を欠くべくらざる前提として生起するものではなく、社会的に均質な社会を作ろうとするイデオロギーと、効率的な統制・組織化、および動員力によって可能になるとし、ジェノサイドは、さまざまな条件の異なる地域で発生することから、大量虐殺の組織化という視角からの分析を提唱した。コーエンは、国際法概念のジェノサイドの規定を不当に拡大することを批判した。
国際政治学者武内進一は、特定の虐殺にのみジェノサイド概念を適用することは、当該犠牲者の特権化を招く危険性があるという。
歴史学者石田勇治、川喜田敦子は、ジェノサイド条約の概念を狭義のジェノサイドとして、ジェノサイド条約の概念規定には含まれない現象を広義のジェノサイドとする。石田・川喜田によれば、ジェノサイド条約は、責任追及と科罰を判断するための規定であり、また、大量殺害を現象面での特性に基づいて分類するためのものであり、それが生起する原因を解明するという観点からのカテゴリー化ではない。石田・川喜田は、ジェノサイドは、行為主体が国家であるか否かを問わず、不法な暴力行使の極限形態であるとしたうえで、国際法概念のジェノサイド以外にも、文化ジェノサイド、戦時ジェノサイド、広義のジェノサイドも視野に入れた。
石田を代表とする研究グループは、ジェノサイド条約の定義から外れたジェノサイド的現象、すなわち、政治的社会的集団への破壊、実行者が恣意的に特定する集団への破壊、集団の破壊を意図した民族浄化、強制移住などの広義のジェノサイドを研究対象としながら、戦闘行為として行われた大量虐殺は、焦点の拡散を避けるために扱わないとした。

## 事例
以下、国際連合または一部の国にジェノサイドと認められている事例、ジェノサイド条約上の集団殺害罪に該当するもの、および研究者によって挙げられている事例を概説する。ジェノサイドであるかどうか当事国の間で議論となっている事例、また国際世論において大まかにジェノサイドであると見なされているものもある。
2011年時点でジェノサイド条約で認定されたものは、ルワンダの虐殺、ナチスのユダヤ人へのホロコースト、ソ連のウクライナへのホロドモール、旧ユーゴスラビアのスレブレニツァの虐殺の三件である。
これ以外にも、国際世論によって「大量虐殺」とほぼ認定されているものは、ダルフール紛争、オーストラリアのアボリジニ強制同化、アルメニア人虐殺である。
後述するようにテッサ・ホフマンは、19世紀後半のベルギーのコンゴ人虐殺や20世紀初頭のドイツによるヘレロ・ナマクア虐殺をジェノサイドの事例とする。しかし、政治学者の添谷育志は「ジェノサイド概念を超歴史的に適用することは、歴史責任問題を無限に拡大することになりかねない。」との懸念を表明している。

### 古代
- 古代エジプトによるユダヤ人新生児男子皆殺し措置[37]
- イスラエル王国によるアマレク人の聖絶[38]
- 紀元前884年のユダヤ王によるバアル崇拝者の虐殺[37]
- スパルタによる虐殺[39][40]
- 共和政ローマによるカルタゴ征服(紀元前148年、第三次ポエニ戦争)におけるカルタゴ市民の虐殺[37][41][39]
- 70年のティトゥス皇帝によるエルサレム破壊[37]
- ネロ皇帝によるキリスト教徒への残虐行為[37]
- 古代ギリシャおよびローマの被征服者の運命[37]

### 中世・近世
- 11世紀-13世紀の十字軍の一部の様相[37]
- 1209年-1229年、アルビジョア十字軍によるアルビ派、ヴァルド派への迫害[37]
- コルドバにおけるユダヤ人キリスト教徒虐殺（1473-4)[42][17]
- スペインによるインディオ虐殺[17](メキシコ、ペルー先住民虐殺[37])。ラス・カサスが告発した。
- サン・バルテルミの虐殺(1572)[42][17][37]
- イングランド市民戦争における虐殺(1642-46)[42][17]
- アイルランドの虐殺（1640-60)[42][17]
- スコットランドのグレンコーの虐殺(1692年)[42][17]

### 近代
- ロシアによるコーカサス人虐殺(1860年代、チェルケス人虐殺）[42][17]
- ブラジルのカヌードス虐殺(1896-1897年)[42][17]

#### オーストラリアのアボリジニ強制同化政策
18世紀以降のオーストラリアにおけるアボリジニ（先住民）の強制同化政策。およびタスマニア島のアボリジニ虐殺(ブラック・ウォー)。1803-1836年の間にアボリジニ3000-5000人が虐殺された。
オーストラリア連邦議会の調査書でこれが条約によって規定されるジェノサイドに該当するとの見解が出されたが、政府はこれに反発している。

#### ベルギーのコンゴ人虐殺
1885年から1908 年のベルギー王レオポルド2世によるコンゴ人虐殺があり、犠牲者は1000 万人ともいわれるが、これをテッサ・ホフマンはジェノサイドの事例とする。

#### ドイツのヘレロ・ナマクア虐殺
1904年から1908年のドイツ領南西アフリカでのヘレロ・ナマクア虐殺。テッサ・ホフマンもこの事件をジェノサイドの事例とする。

### 20世紀
- 南アフリカにおけるイギリスによるツル人虐殺(1906年)：犠牲3000人[43]。

#### アルメニア人虐殺
19世紀末から20世紀初頭にかけてのオスマン帝国のアルメニア人虐殺。犠牲者は80万人にのぼり、20世紀最初のジェノサイドと称される。
アメリカ合衆国政府がジェノサイドと認定しトルコ政府はこの見解に反発しており、国際的には論争が続いている。

#### ソ連
- ソ連のクラーク絶滅(1917年-1933年)：犠牲1100-1450万[17]。
- 1930年代のウクライナでのホロドモール[33]。ソビエト連邦による人為的な飢餓と弾圧により多くの人々が死亡した。国際連合および欧州議会では人道に対する罪として認定された[45][46]。
- ソ連の大粛清(1935-1953)：第17回共産党大会で選出された中央委員および候補の139名のうち110名が1937-8年に処刑され、同大会議員1966名のうち1108名が後年処刑された[17]。1935年12月に共産党員の9.1%の17万7000名が除名され、そのうち1万5218名が逮捕された[17]。1936年にはトロツキスト508名が逮捕され、うち160名が処刑された[17]。1937年にはミハイル・トゥハチェフスキー元帥他7人の高級軍人が処刑され、1938年には赤軍軍人2万人が逮捕され、うち1500人が処刑された[17]。1937-38年に処刑されたのは50万〜700万と推定されており[17]、1000万という推定もなされている[47]
- ソ連によるポーランドでのカティンの森事件(1940年)[3]。
- ソ連による日本兵のシベリア抑留(1945-1991)[3]。

#### ナチスのホロコースト
1933年のナチ党の権力掌握から1945年のナチス・ドイツ崩壊までの間に発生した、ナチスによるユダヤ人、白ロシア人、ポーランド人、ジプシー（ジプシーだけで25万犠牲）、ウクライナ人などに対するホロコースト。「ジェノサイド」の用語はナチスによる大量虐殺を説明する用語として造られ、ニュルンベルク裁判の起訴状に使用された。

#### クロアチア独立国
クロアチア独立国のセルビア人虐殺(1941~42 年)

#### 大日本帝国
- 日清戦争の旅順虐殺(1万数千人犠牲）[17]
- 関東大震災の朝鮮人6000人以上の虐殺[17]
- 1933年の平頂山事件の3000人以上の虐殺[17]
- 日本による中国での南京虐殺[42][17][3]。
- 中国での日本軍による細菌兵器・化学兵器の使用[17]
- 731部隊での3000人の人体実験による殺害[17]
- 沖縄戦での住民殺害（集団自決の強制)[17]

#### アメリカ及び連合軍
- ドレスデン爆撃[3]
- 東京大空襲[3]。
- 米軍による沖縄戦での殺戮[17]。
- 広島・長崎への原爆投下[17][3]。ノーム・チョムスキーは「歴史上で最も酷い犯罪だ」と発言し、マイケル・シャーマーは、広島と長崎への原爆投下が「非道徳的、違法、人類に対する罪でさえある」と主張する議論を取り上げている。
- アメリカのプルトニウム人体実験(1945-47)[17]。
- ビキニ環礁でのアメリカの水素爆弾実験による第五福竜丸事件[17]。

#### アルジェリア
アルジェリアのセティフ・ゲルマにおけるフランスによる虐殺(セティフ・ゲルマ虐殺)(1945)：犠牲45000人。
アルジェリアにおけるフランス軍の暴行(1945-62)。

#### 台湾
1947年台湾の二・二八事件

#### 韓国
韓国の老斤里虐殺事件(1950 年)

#### パキスタン・バングラデシュ
- パキスタン（のちバングラデシュ）によるチッタゴン丘陵地帯での部族虐殺、1940年代末以降[17][49]。
- バングラデシュ大虐殺 (1971年)でのベンガル人虐殺125万-300万[17]

#### インドネシア

##### 9月30日事件
インドネシア9月30日事件とインドネシア共産党撲滅(1965-1966)。

##### 東ティモール・西パプア
インドネシアによる1970年代から90年代にかけての東ティモール独立への弾圧。
インドネシアによる西パプアと東ティモール虐殺(1969-現在)：東ティモールだけで6-20万が犠牲となった。

#### 中華人民共和国

##### チベット
1959年に中国はチベットに侵攻し、チベット族への虐殺が21世紀まで続いている(1959年-現在)。
2008年のチベット騒乱時に、ダライ・ラマ14世は中華人民共和国によるチベットでのデモ活動の鎮圧などを「文化的虐殺」と非難した。

##### 内モンゴル
1960年代から1970年代の中華人民共和国による内モンゴル人民革命党粛清事件を、楊海英は「ジェノサイド」と主張している。

##### 雲南省回族
- 1975年の雲南省ムスリム(回族)の大量虐殺[50]

#### ブラジルとパラグアイ
- ブラジルとパラガイによる先住民虐殺(1960年代-現在):（900人）[17]

#### グアテマラにおけるマヤ人虐殺
グアテマラにおけるマヤ民族虐殺(1961 - 1996 年)、すなわちグアテマラ虐殺では、マヤ先住民を中心として死者20万人、行方不明者4万5千人が犠牲となった。国連歴史究明委員(CEH)は、マヤ先住民の破壊を意図していたとして、グアテマラ政府軍の作戦をジェノサイドと認定した。
グアテマラ内戦におけるマヤ民族イシル族1700人以上の虐殺(1982 -1983）。イシル族虐殺に対して、2013年にジェノサイド（集団虐殺）の罪でエフライン・リオス・モント元大統領に禁錮80年の実刑が言い渡された。

#### ナイジェリア
- ナイジェリアのイボ虐殺(ビアフラ戦争)1966-70[17]

#### 赤道ギニア
- 赤道ギニアにおけるマキアス政府による虐殺[17]

#### ブルンジ
- 東アフリカブルンディにおけるツチによるフツ族虐殺1972:10-15万[17]
- イディ・アミン政府によるウガンダ人虐殺1972-85[17]

#### チリ
- チリのピノチェトによる虐殺(1973)[17]。犠牲1200人[49]。

#### カンボジア大虐殺

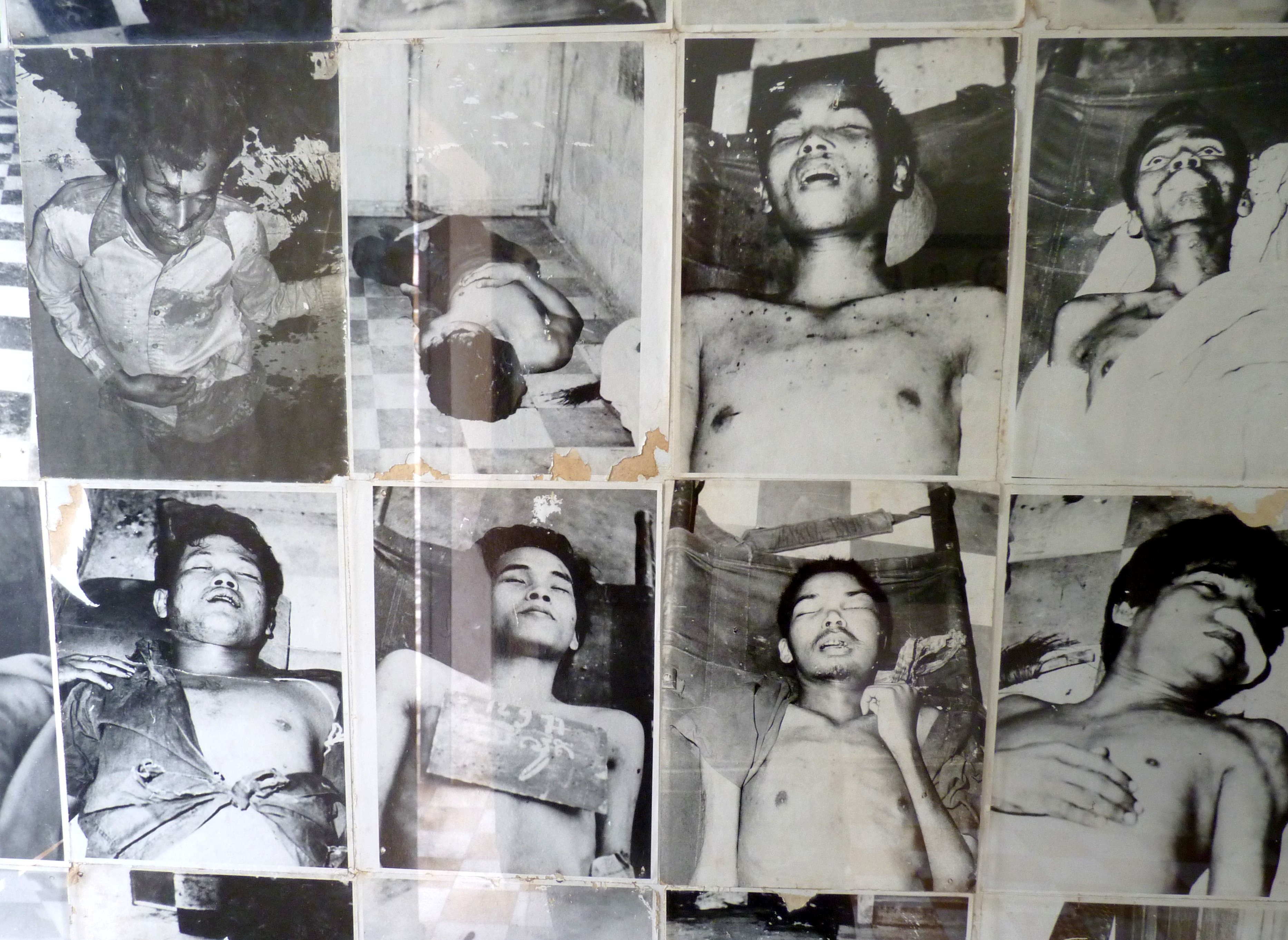
トゥール・スレン虐殺犯罪博物館 犠牲者を撮影した写真

ポル・ポト、タ・モクらが率いるカンプチア共産党 (クメール・ルージュ)は毛沢東主義勢力だったが、カンボジア大虐殺(1975-1979年)を引き起こした。犠牲者の総数は、奴隷労働による死亡者を含めて170万人から200万と推定されている。カンプチア共産党は1978年までに人口の5分の1にあたる167万人を殺害し、知識人は敵とされ、公務員、軍人、医者、法律家、教員、僧侶が処刑され、タイ人、中国人、ベトナム人などの少数民族も虐殺され、都市住民は農村での強制労働に従事させられた。カンボジアのベトナム人とチャム族の少数民族に対する大量虐殺でも、数万人、おそらくそれ以上の犠牲者がいると推定されている。
2003年6月6日、カンボジア政府と国際連合は、クメールルージュの最高幹部が犯した犯罪を裁く特別法廷カンボジア特別法廷(Extraordinary Chambers in the Courts of Cambodia, ECCC) をカンボジア裁判所に設置することに合意、裁判官は2006年7月初旬に宣誓を行った。容疑者は高齢で続々と死去したが、2018年11月16日、カンプチア共産党副書記ヌオン・チアとカンプチア共産党中央委員キュー・サムファンに集団虐殺（ジェノサイド）の罪で有罪判決が下り、チアは2019年に死去したが、残るサムファンに対して2022年9月22日の2審で終身刑が確定した。

#### アルゼンチン
アルゼンチンによる政治的左翼虐殺(1978-9)

#### エチオピア
エチオピアにおけるチグレイとエリトリアの虐殺(1980-92,2020-)。

### 1990年代

#### イラク
イラクによるクルド人虐殺：1988,1991,およびマーシュ・アラブ人迫害1991-現在

#### ユーゴスラビア紛争における民族浄化
1990年代から2000年代までの旧ユーゴスラビアにおけるユーゴスラビア紛争、特にボスニア内戦時の民族浄化。国際司法裁判所は、1995年7月13日より始まったVRS（ボスニアのセルビア人武装勢力）によるスレブレニツァにおける虐殺（スレブレニツァの虐殺）をジェノサイド条約2条上の集団殺害と認定した。

#### ルワンダの虐殺
1994年春にルワンダで行われた虐殺。80-85万が犠牲になった。
進行している虐殺がジェノサイドであると判断される場合は条約調印国全部に介入義務が生じるため、介入を避けようとしたアメリカほか調印国の抵抗により国連でその認定が遅れ、その際にジェノサイド的行為(act of genocide)が行われていると見解を発表するにとどまった。虐殺終了後に事後的にジェノサイドであると認定された。（ルワンダ紛争、ルワンダ国際戦犯法廷参照）

#### メキシコのアクテアル虐殺
1997年、メキシコのアクテアル虐殺事件。犠牲45人。

### 21世紀

#### ダルフール紛争における集団虐殺
2003年以降のダルフール紛争における集団虐殺。南スーダンでの黒人キリスト教徒虐殺。
ジェノサイドであるとの正式な認定が国連で行われていないために強制的な介入は行われていない。

#### ウイグル
中華人民共和国はチベットへの弾圧を継続しているが、ウイグル人に対しても弾圧しており、ジェノサイドであると非難されている。2019年頃より、新疆ウイグル自治区でイスラム教徒であるウイグル人が累計100万人が中国政府により「再教育施設」と呼ばれる施設に収容され、洗脳、虐待、強制不妊などが行われていると報道された。
2021年1月、アメリカのドナルド・トランプ大統領政権は、中国政府による新疆ウイグル自治区での少数民族ウイグル人虐殺を、国際条約上の民族大量虐殺である「集団殺害（ジェノサイド)」であり、かつ「人道に対する罪」に認定したと発表した。2021年、バイデン政権もこの決定を引き継ぐと発表した。2021年1月20日、在米の中国大使館がTwitter上で「過激主義を根絶する過程で、新疆のウイグル人の女性たちの心は解放された」、「彼女らはもはや子作りの機械ではなくなった」など書き込んだことで、アカウントを一時凍結された。
2021年1月26日、日本の外務省担当者は自民党外交部会で、この件について「中国のウイグル弾圧をジェノサイドとは認めていない」という認識を示した。
2021年にアメリカ政府、イギリス下院、カナダ下院、オランダ議会、リトアニア議会、ベルギー下院が、2022年にはフランス下院が、中国によるウイグル人弾圧をジェノサイドであるとして非難した。チェコ、アイルランドの立法府も同様の判断を下した。
2022年6月9日、欧州議会は、中国政府によるウイグル人コミュニティに対する大量追放、政治的教化、信教の自由の制限、文化の破壊、産児制限、子供の家族からの分離といった措置は、人道に対する罪に相当し、深刻な大量虐殺の危険をもたらすとして非難した。

#### ハマスとイスラエル
2023年のハマスによるイスラエル攻撃はジェノサイドにあたると国際法学者が指摘した。他方で、2023年パレスチナ・イスラエル戦争でのイスラエルによるガザ地区への軍事行動に対して、南アフリカがジェノサイド条約違反であると国際司法裁判所に訴えた（審議中）。

## その他の事例
ここまでに挙げた「ジェノサイド」は、要件を国家・人種・民族・宗教などの集団構成員に対する破壊行為としている。これに対して、存在に対する抹消行為という意味での比喩的な意味（用法）として、以下のような文脈で用いられることがある。
- 文化的・宗教的な集団の文化的・宗教的・歴史的な存在等の全部または一部を破壊する意図をもって、1つの文化的・宗教的集団の構成員または文化的・宗教的・歴史的な資産に対して行われる行為を、「文化的なジェノサイド」（文化浄化）と言う。「文化的ジェノサイド」は、1946年の国際連合総会決議を受けて[86]、事務総局が作成したジェノサイド条約草案の中に取り入れられたが、後に委員会で削除された[14]。

- 聖書信仰における聖絶(ヘーレム)を、ホロコースト、ジェノサイド、殲滅として解釈する説がある[注釈 2][87]。